# 帕苏什-迪布兰当
帕苏什-迪布兰当是葡萄牙阿威罗区的一个堂区。总面积3.71平方公里，总人口4590人，人口密度1237.2人/平方公里。